# Martin Johann Jenisch (père)
Pour les articles homonymes, voir Jenisch (famille).
Martin Johann Jenisch (père) (né le 22 juin 1760 à Hambourg - mort le 29 janvier 1827 à Hambourg) était un commerçant et une personnalité politique de la ville de Hambourg.

## Biographie
Jenisch fait partie d'une ancienne famille de commerçants. Il est le fils aîné du sénateur Emanuel Jenisch et de sa femme Anna Margarethe Plessing. Un de ses ancêtres est le commerçant Zimbert Jenisch.
Jenisch travaille très jeune dans les magasins de son père. Il parvient à faire fructifier la fortune familiale. Sous son impulsion, la maison de commerce M. J. Jenisch élargit ses activités dans la branche bancaire et devient rapidement l'une des banques les plus importantes de Hambourg. En spéculant pendant la Révolution française et le blocus continental qui en découle, Jenisch accroît ses revenus grâce à l'importance de la France mais également grâce à la Russie tsariste et aux États-Unis d'Amérique. 
En plus du commerce de marchandise et les activités bancaires, la société se met aussi à proposer des assurances. Jenisch a alors la fonction de codirecteur de la Première compagnie d'assurance (Ersten Assekuranz-Compagnie, plus tard connue sous le nom de Vierte Assekuranz-Compagnie) et celle d'agent de la Société d'assurances de Trieste (Triester Assecuranz Societät).
En 1784, Jenisch épouse à Hambourg Catherina Dorothea Rendtorff. Le couple a sept filles et six fils. En 1798, il est élu sénateur de Hambourg. Grâce à ses bonnes relations avec la France, il soutient les intérêts des Hambourgeois lors de l'occupation de la ville par les Français. En 1811, il représente la ville comme envoyé à Paris et de 1812 à 1814, il est membre du corps législatif à Paris. Lorsqu'il meurt le 29 janvier 1827 à l'âge de 66 ans, il est le citoyen le plus riche de la ville.

## Descendance
Certains de ses descendants ont acquis une certaine notoriété, soit locale, soit nationale : son fils Martin Johann Jenisch (fils), sa fille Marianne Jenisch mariée à Carl Godeffroy, sa fille Bertha Jenisch mariée à Friedrich Wilhelm von Redern, son petit-fils Alfred Rücker, sa petite-fille Marie Jenisch mariée à Adolf von Grote et son autre petite-fille Viktoria Luise Rücker mariée avec le diplomate Bernhard Ernst von Bülow. Il faut aussi évoquer ses arrière-petits-enfants Martin Rücker von Jenisch, le chancelier Bernhard von Bülow et Marie-Izabel von Jenisch mariée à Victor von Plessen.